# Westmanland
Westmanland es un pueblo ubicado en el condado de Aroostook en el estado estadounidense de Maine. En el Censo de 2010 tenía una población de 62 habitantes y una densidad poblacional de 0,66 personas por km².

## Geografía
Westmanland se encuentra ubicado en las coordenadas 46°58′31″N 68°14′50″O / 46.97528, -68.24722. Según la Oficina del Censo de los Estados Unidos, Westmanland tiene una superficie total de 94.41 km², de la cual 92.2 km² corresponden a tierra firme y (2.34%) 2.21 km² es agua.

## Demografía
Según el censo de 2010, había 62 personas residiendo en Westmanland. La densidad de población era de 0,66 hab./km². De los 62 habitantes, Westmanland estaba compuesto por el 98.39% blancos, el 0% eran afroamericanos, el 1.61% eran amerindios, el 0% eran asiáticos, el 0% eran isleños del Pacífico, el 0% eran de otras razas y el 0% pertenecían a dos o más razas. Del total de la población el 0% eran hispanos o latinos de cualquier raza.